# Cicurina brunsi
Cicurina brunsi är en spindelart som beskrevs av James Cokendolpher 2004. Cicurina brunsi ingår i släktet Cicurina och familjen kardarspindlar. Inga underarter finns listade i Catalogue of Life.